# Чолакова
Чола́кова (болг. Чолакова) — село в Пазарджицькій області Болгарії. Входить до складу общини Велинград.

## Населення
За даними перепису населення 2011 року у селі проживали 210 осіб.
Національний склад населення села:
| Національність   | Кількість осіб | Відсоток |
| ---------------- | -------------- | -------- |
| турки            | 83             | 45,1%    |
| інша             | 13             | 7,1%     |
| не визначились   | 86             | 46,7%    |
| Всього відповіли | 184            |          |

Розподіл населення за віком у 2011 році:
Динаміка населення: